# Tirreno–Adriatico 2023
Tirreno–Adriatico 2023 var den 58:e upplagan av det italienska etapploppet Tirreno–Adriatico. Cykelloppets sju etapper kördes mellan den 6 och 12 mars 2023 med start i Lido di Camaiore och målgång i San Benedetto del Tronto. Loppet var en del av UCI World Tour 2023 och vanns av slovenska Primož Roglič från cykelstallet Jumbo-Visma.

## Deltagande lag
| WorldTeams (18)- AG2R Citroën Team - Alpecin-Deceuninck - Astana Qazaqstan Team - Bahrain Victorious - Bora-Hansgrohe - Cofidis - EF Education-EasyPost - Groupama-FDJ - Ineos Grenadiers - Intermarché-Circus-Wanty - Jumbo-Visma - Movistar Team - Soudal Quick-Step - Arkéa-Samsic - Team Jayco AlUla - Team DSM - Trek-Segafredo - UAE Team Emirates ProTeams (7)- Eolo-Kometa - Green Project-Bardiani CSF-Faizanè - Israel-Premier Tech - Q36.5 Pro Cycling Team - Team Corratec - TotalEnergies - Tudor Pro Cycling Team |
| |

## Etapper
| Etapp | Datum  | Start – mål                                         | type        | Distans (km) | Höjdskillnad (m) | Etappvinnare     | Totalledare   |
| ----- | ------ | --------------------------------------------------- | ----------- | ------------ | ---------------- | ---------------- | ------------- |
| 1     | 6 mar  | Lido di Camaiore – Lido di Camaiore                 | Tempoetapp  | 11,5         | 34 m             | Filippo Ganna    | Filippo Ganna |
| 2     | 7 mar  | Camaiore – Follonica                                |             | 210          | 2 601 m          | Fabio Jakobsen   | Filippo Ganna |
| 3     | 8 mar  | Follonica – Foligno                                 |             | 216          | 2 601 m          | Jasper Philipsen | Filippo Ganna |
| 4     | 9 mar  | Greccio – Tortoreto                                 | Kuperat     | 218          | 2 503 m          | Primož Roglič    | Lennard Kämna |
| 5     | 10 mar | Morro d'Oro – Sassotetto                            | Bergsetapp  | 168          | 3 850 m          | Primož Roglič    | Primož Roglič |
| 6     | 11 mar | Osimo Stazione – Osimo                              |             | 193          | 3 610 m          | Primož Roglič    | Primož Roglič |
| 7     | 12 mar | San Benedetto del Tronto – San Benedetto del Tronto | Flack etapp | 154          | 1 660 m          | Jasper Philipsen | Primož Roglič |

### 1:a etappen
| Lido di Camaiore - Lido di Camaiore | Tempoetapp | (11,5 km) |

| \| Placeringar i etappen \| Placeringar i etappen \| Placeringar i etappen \| Placeringar i etappen \| Placeringar i etappen \| \| Cyklist \| Cyklist \| Lag \| Tid \| \| \| --------------------- \| --------------------- \| --------------------- \| --------------------- \| --------------------- \| \| 1. \| Filippo Ganna \| Ineos Grenadiers \| 12' 28" \| \| \| 2. \| Lennard Kämna \| Bora-Hansgrohe \| + 28" \| \| \| 3. \| Magnus Sheffield \| Ineos Grenadiers \| + 31" \| \| \| 4. \| Michael Hepburn \| Team Jayco AlUla \| + 33" \| \| \| 5. \| Brandon McNulty \| UAE Team Emirates \| + 34" \| \| \| 6. \| Thymen Arensman \| Ineos Grenadiers \| + 39" \| \| \| 7. \| João Almeida \| UAE Team Emirates \| + 41" \| \| \| 8. \| Andreas Leknessund \| Team DSM \| + 41" \| \| \| 9. \| Casper Pedersen \| Soudal Quick-Step \| + 47" \| \| \| 10. \| Wilco Kelderman \| Jumbo-Visma \| + 48" \| \| |                    |                   |         |
| |                    |                   |         |
| Källa: ProCyclingStats |                    |                   |         |
| Placeringar i etappen |                    |                   |         |
| Cyklist | Cyklist            | Lag               | Tid     |
| 1. | Filippo Ganna      | Ineos Grenadiers  | 12' 28" |
| 2. | Lennard Kämna      | Bora-Hansgrohe    | + 28"   |
| 3. | Magnus Sheffield   | Ineos Grenadiers  | + 31"   |
| 4. | Michael Hepburn    | Team Jayco AlUla  | + 33"   |
| 5. | Brandon McNulty    | UAE Team Emirates | + 34"   |
| 6. | Thymen Arensman    | Ineos Grenadiers  | + 39"   |
| 7. | João Almeida       | UAE Team Emirates | + 41"   |
| 8. | Andreas Leknessund | Team DSM          | + 41"   |
| 9. | Casper Pedersen    | Soudal Quick-Step | + 47"   |
| 10. | Wilco Kelderman    | Jumbo-Visma       | + 48"   |

| \| Totaltävlingen \| Totaltävlingen \| Totaltävlingen \| Totaltävlingen \| Totaltävlingen \| \| Cyklist \| Cyklist \| Lag \| Tid \| \| \| -------------- \| ------------------ \| ----------------- \| -------------- \| -------------- \| \| 1. \| Filippo Ganna \| Ineos Grenadiers \| 12' 28" \| \| \| 2. \| Lennard Kämna \| Bora-Hansgrohe \| + 28" \| \| \| 3. \| Magnus Sheffield \| Ineos Grenadiers \| + 31" \| \| \| 4. \| Michael Hepburn \| Team Jayco AlUla \| + 33" \| \| \| 5. \| Brandon McNulty \| UAE Team Emirates \| + 34" \| \| \| 6. \| Thymen Arensman \| Ineos Grenadiers \| + 39" \| \| \| 7. \| João Almeida \| UAE Team Emirates \| + 41" \| \| \| 8. \| Andreas Leknessund \| Team DSM \| + 41" \| \| \| 9. \| Casper Pedersen \| Soudal Quick-Step \| + 47" \| \| \| 10. \| Wilco Kelderman \| Jumbo-Visma \| + 47" \| \| |                    |                   |         |
| |                    |                   |         |
| Källa: ProCyclingStats |                    |                   |         |
| Totaltävlingen |                    |                   |         |
| Cyklist | Cyklist            | Lag               | Tid     |
| 1. | Filippo Ganna      | Ineos Grenadiers  | 12' 28" |
| 2. | Lennard Kämna      | Bora-Hansgrohe    | + 28"   |
| 3. | Magnus Sheffield   | Ineos Grenadiers  | + 31"   |
| 4. | Michael Hepburn    | Team Jayco AlUla  | + 33"   |
| 5. | Brandon McNulty    | UAE Team Emirates | + 34"   |
| 6. | Thymen Arensman    | Ineos Grenadiers  | + 39"   |
| 7. | João Almeida       | UAE Team Emirates | + 41"   |
| 8. | Andreas Leknessund | Team DSM          | + 41"   |
| 9. | Casper Pedersen    | Soudal Quick-Step | + 47"   |
| 10. | Wilco Kelderman    | Jumbo-Visma       | + 47"   |

### 2:a etappen
| Camaiore - Follonica |  | (210 km) |

| \| Placeringar i etappen \| Placeringar i etappen \| Placeringar i etappen \| Placeringar i etappen \| Placeringar i etappen \| \| Cyklist \| Cyklist \| Lag \| Tid \| \| \| --------------------- \| --------------------- \| ------------------------ \| --------------------- \| --------------------- \| \| 1. \| Fabio Jakobsen \| Soudal Quick-Step \| 5t 06' 33" \| \| \| 2. \| Jasper Philipsen \| Alpecin-Deceuninck \| + 0" \| \| \| 3. \| Fernando Gaviria \| Movistar Team \| + 0" \| \| \| 4. \| Biniam Girmay \| Intermarché-Circus-Wanty \| + 0" \| \| \| 5. \| Juan Sebastián Molano \| UAE Team Emirates \| + 0" \| \| \| 6. \| Phil Bauhaus \| Bahrain Victorious \| + 0" \| \| \| 7. \| Dylan Groenewegen \| Team Jayco AlUla \| + 0" \| \| \| 8. \| Simone Consonni \| Cofidis \| + 0" \| \| \| 9. \| Jordi Meeus \| Bora-Hansgrohe \| + 0" \| \| \| 10. \| Nacer Bouhanni \| Arkéa-Samsic \| + 0" \| \| |                       |                          |            |
| |                       |                          |            |
| Källa: ProCyclingStats |                       |                          |            |
| Placeringar i etappen |                       |                          |            |
| Cyklist | Cyklist               | Lag                      | Tid        |
| 1. | Fabio Jakobsen        | Soudal Quick-Step        | 5t 06' 33" |
| 2. | Jasper Philipsen      | Alpecin-Deceuninck       | + 0"       |
| 3. | Fernando Gaviria      | Movistar Team            | + 0"       |
| 4. | Biniam Girmay         | Intermarché-Circus-Wanty | + 0"       |
| 5. | Juan Sebastián Molano | UAE Team Emirates        | + 0"       |
| 6. | Phil Bauhaus          | Bahrain Victorious       | + 0"       |
| 7. | Dylan Groenewegen     | Team Jayco AlUla         | + 0"       |
| 8. | Simone Consonni       | Cofidis                  | + 0"       |
| 9. | Jordi Meeus           | Bora-Hansgrohe           | + 0"       |
| 10. | Nacer Bouhanni        | Arkéa-Samsic             | + 0"       |

| \| Totaltävlingen \| Totaltävlingen \| Totaltävlingen \| Totaltävlingen \| Totaltävlingen \| \| Cyklist \| Cyklist \| Lag \| Tid \| \| \| -------------- \| ------------------ \| --------------------- \| -------------- \| -------------- \| \| 1. \| Filippo Ganna \| Ineos Grenadiers \| 5t 19' 01" \| \| \| 2. \| Lennard Kämna \| Bora-Hansgrohe \| + 28" \| \| \| 3. \| Magnus Sheffield \| Ineos Grenadiers \| + 31" \| \| \| 4. \| Brandon McNulty \| UAE Team Emirates \| + 34" \| \| \| 5. \| Thymen Arensman \| Ineos Grenadiers \| + 39" \| \| \| 6. \| João Almeida \| UAE Team Emirates \| + 41" \| \| \| 7. \| Andreas Leknessund \| Team DSM \| + 41" \| \| \| 8. \| Casper Pedersen \| Soudal Quick-Step \| + 47" \| \| \| 9. \| Wilco Kelderman \| Jumbo-Visma \| + 48" \| \| \| 10. \| Alexej Lutsenko \| Astana Qazaqstan Team \| + 48" \| \| |                    |                       |            |
| |                    |                       |            |
| Källa: ProCyclingStats |                    |                       |            |
| Totaltävlingen |                    |                       |            |
| Cyklist | Cyklist            | Lag                   | Tid        |
| 1. | Filippo Ganna      | Ineos Grenadiers      | 5t 19' 01" |
| 2. | Lennard Kämna      | Bora-Hansgrohe        | + 28"      |
| 3. | Magnus Sheffield   | Ineos Grenadiers      | + 31"      |
| 4. | Brandon McNulty    | UAE Team Emirates     | + 34"      |
| 5. | Thymen Arensman    | Ineos Grenadiers      | + 39"      |
| 6. | João Almeida       | UAE Team Emirates     | + 41"      |
| 7. | Andreas Leknessund | Team DSM              | + 41"      |
| 8. | Casper Pedersen    | Soudal Quick-Step     | + 47"      |
| 9. | Wilco Kelderman    | Jumbo-Visma           | + 48"      |
| 10. | Alexej Lutsenko    | Astana Qazaqstan Team | + 48"      |

### 3:e etappen
| Follonica - Foligno |  | (216 km) |

| \| Placeringar i etappen \| Placeringar i etappen \| Placeringar i etappen \| Placeringar i etappen \| Placeringar i etappen \| \| Cyklist \| Cyklist \| Lag \| Tid \| \| \| --------------------- \| --------------------- \| ------------------------ \| --------------------- \| --------------------- \| \| 1. \| Jasper Philipsen \| Alpecin-Deceuninck \| 49' 08" \| \| \| 2. \| Phil Bauhaus \| Bahrain Victorious \| + 0" \| \| \| 3. \| Biniam Girmay \| Intermarché-Circus-Wanty \| + 0" \| \| \| 4. \| Matteo Moschetti \| Q36.5 Pro Cycling Team \| + 0" \| \| \| 5. \| Simone Consonni \| Cofidis \| + 0" \| \| \| 6. \| Wout van Aert \| Jumbo-Visma \| + 0" \| \| \| 7. \| Edward Theuns \| Trek-Segafredo \| + 0" \| \| \| 8. \| Dylan Groenewegen \| Team Jayco AlUla \| + 0" \| \| \| 9. \| Fabio Jakobsen \| Soudal Quick-Step \| + 0" \| \| \| 10. \| Jordi Meeus \| Bora-Hansgrohe \| + 0" \| \| |                   |                          |         |
| |                   |                          |         |
| Källa: ProCyclingStats |                   |                          |         |
| Placeringar i etappen |                   |                          |         |
| Cyklist | Cyklist           | Lag                      | Tid     |
| 1. | Jasper Philipsen  | Alpecin-Deceuninck       | 49' 08" |
| 2. | Phil Bauhaus      | Bahrain Victorious       | + 0"    |
| 3. | Biniam Girmay     | Intermarché-Circus-Wanty | + 0"    |
| 4. | Matteo Moschetti  | Q36.5 Pro Cycling Team   | + 0"    |
| 5. | Simone Consonni   | Cofidis                  | + 0"    |
| 6. | Wout van Aert     | Jumbo-Visma              | + 0"    |
| 7. | Edward Theuns     | Trek-Segafredo           | + 0"    |
| 8. | Dylan Groenewegen | Team Jayco AlUla         | + 0"    |
| 9. | Fabio Jakobsen    | Soudal Quick-Step        | + 0"    |
| 10. | Jordi Meeus       | Bora-Hansgrohe           | + 0"    |

| \| Totaltävlingen \| Totaltävlingen \| Totaltävlingen \| Totaltävlingen \| Totaltävlingen \| \| Cyklist \| Cyklist \| Lag \| Tid \| \| \| -------------- \| ------------------ \| --------------------- \| -------------- \| -------------- \| \| 1. \| Filippo Ganna \| Ineos Grenadiers \| 10t 38' 09" \| \| \| 2. \| Lennard Kämna \| Bora-Hansgrohe \| + 28" \| \| \| 3. \| Magnus Sheffield \| Ineos Grenadiers \| + 30" \| \| \| 4. \| Brandon McNulty \| UAE Team Emirates \| + 34" \| \| \| 5. \| Thymen Arensman \| Ineos Grenadiers \| + 39" \| \| \| 6. \| João Almeida \| UAE Team Emirates \| + 41" \| \| \| 7. \| Andreas Leknessund \| Team DSM \| + 41" \| \| \| 8. \| Casper Pedersen \| Soudal Quick-Step \| + 47" \| \| \| 9. \| Wilco Kelderman \| Jumbo-Visma \| + 48" \| \| \| 10. \| Alexej Lutsenko \| Astana Qazaqstan Team \| + 48" \| \| |                    |                       |             |
| |                    |                       |             |
| Källa: ProCyclingStats |                    |                       |             |
| Totaltävlingen |                    |                       |             |
| Cyklist | Cyklist            | Lag                   | Tid         |
| 1. | Filippo Ganna      | Ineos Grenadiers      | 10t 38' 09" |
| 2. | Lennard Kämna      | Bora-Hansgrohe        | + 28"       |
| 3. | Magnus Sheffield   | Ineos Grenadiers      | + 30"       |
| 4. | Brandon McNulty    | UAE Team Emirates     | + 34"       |
| 5. | Thymen Arensman    | Ineos Grenadiers      | + 39"       |
| 6. | João Almeida       | UAE Team Emirates     | + 41"       |
| 7. | Andreas Leknessund | Team DSM              | + 41"       |
| 8. | Casper Pedersen    | Soudal Quick-Step     | + 47"       |
| 9. | Wilco Kelderman    | Jumbo-Visma           | + 48"       |
| 10. | Alexej Lutsenko    | Astana Qazaqstan Team | + 48"       |

### 4:e etappen
| Greccio - Tortoreto | Kuperat | (218 km) |

| \| Placeringar i etappen \| Placeringar i etappen \| Placeringar i etappen \| Placeringar i etappen \| Placeringar i etappen \| \| Cyklist \| Cyklist \| Lag \| Tid \| \| \| --------------------- \| --------------------- \| --------------------- \| --------------------- \| --------------------- \| \| 1. \| Primož Roglič \| Jumbo-Visma \| 5t 00' 04" \| \| \| 2. \| Julian Alaphilippe \| Soudal Quick-Step \| + 0" \| \| \| 3. \| Adam Yates \| UAE Team Emirates \| + 0" \| \| \| 4. \| Wilco Kelderman \| Jumbo-Visma \| + 0" \| \| \| 5. \| Tao Geoghegan Hart \| Ineos Grenadiers \| + 0" \| \| \| 6. \| Enric Mas \| Movistar Team \| + 0" \| \| \| 7. \| Victor Lafay \| Cofidis \| + 0" \| \| \| 8. \| João Almeida \| UAE Team Emirates \| + 0" \| \| \| 9. \| Aleksandr Vlasov \| Bora-Hansgrohe \| + 0" \| \| \| 10. \| Hugh Carthy \| EF Education-EasyPost \| + 0" \| \| |                    |                       |            |
| |                    |                       |            |
| Källa: ProCyclingStats |                    |                       |            |
| Placeringar i etappen |                    |                       |            |
| Cyklist | Cyklist            | Lag                   | Tid        |
| 1. | Primož Roglič      | Jumbo-Visma           | 5t 00' 04" |
| 2. | Julian Alaphilippe | Soudal Quick-Step     | + 0"       |
| 3. | Adam Yates         | UAE Team Emirates     | + 0"       |
| 4. | Wilco Kelderman    | Jumbo-Visma           | + 0"       |
| 5. | Tao Geoghegan Hart | Ineos Grenadiers      | + 0"       |
| 6. | Enric Mas          | Movistar Team         | + 0"       |
| 7. | Victor Lafay       | Cofidis               | + 0"       |
| 8. | João Almeida       | UAE Team Emirates     | + 0"       |
| 9. | Aleksandr Vlasov   | Bora-Hansgrohe        | + 0"       |
| 10. | Hugh Carthy        | EF Education-EasyPost | + 0"       |

| \| Totaltävlingen \| Totaltävlingen \| Totaltävlingen \| Totaltävlingen \| Totaltävlingen \| \| Cyklist \| Cyklist \| Lag \| Tid \| \| \| -------------- \| ------------------ \| ----------------- \| -------------- \| -------------- \| \| 1. \| Lennard Kämna \| Bora-Hansgrohe \| 15t 38' 46" \| \| \| 2. \| Primož Roglič \| Jumbo-Visma \| + 6" \| \| \| 3. \| João Almeida \| UAE Team Emirates \| + 8" \| \| \| 4. \| Brandon McNulty \| UAE Team Emirates \| + 13" \| \| \| 5. \| Wilco Kelderman \| Jumbo-Visma \| + 15" \| \| \| 6. \| Aleksandr Vlasov \| Bora-Hansgrohe \| + 17" \| \| \| 7. \| Jai Hindley \| Bora-Hansgrohe \| + 18" \| \| \| 8. \| Tao Geoghegan Hart \| Ineos Grenadiers \| + 19" \| \| \| 9. \| Giulio Ciccone \| Trek-Segafredo \| + 26" \| \| \| 10. \| Enric Mas \| Movistar Team \| + 27" \| \| |                    |                   |             |
| |                    |                   |             |
| Källa: ProCyclingStats |                    |                   |             |
| Totaltävlingen |                    |                   |             |
| Cyklist | Cyklist            | Lag               | Tid         |
| 1. | Lennard Kämna      | Bora-Hansgrohe    | 15t 38' 46" |
| 2. | Primož Roglič      | Jumbo-Visma       | + 6"        |
| 3. | João Almeida       | UAE Team Emirates | + 8"        |
| 4. | Brandon McNulty    | UAE Team Emirates | + 13"       |
| 5. | Wilco Kelderman    | Jumbo-Visma       | + 15"       |
| 6. | Aleksandr Vlasov   | Bora-Hansgrohe    | + 17"       |
| 7. | Jai Hindley        | Bora-Hansgrohe    | + 18"       |
| 8. | Tao Geoghegan Hart | Ineos Grenadiers  | + 19"       |
| 9. | Giulio Ciccone     | Trek-Segafredo    | + 26"       |
| 10. | Enric Mas          | Movistar Team     | + 27"       |

### 5:e etappen
| Morro d'Oro - Sassotetto | Bergsetapp | (168 km) |

| \| Placeringar i etappen \| Placeringar i etappen \| Placeringar i etappen \| Placeringar i etappen \| Placeringar i etappen \| \| Cyklist \| Cyklist \| Lag \| Tid \| \| \| --------------------- \| --------------------- \| --------------------- \| --------------------- \| --------------------- \| \| 1. \| Primož Roglič \| Jumbo-Visma \| 4t 38' 32" \| \| \| 2. \| Giulio Ciccone \| Trek-Segafredo \| + 0" \| \| \| 3. \| Tao Geoghegan Hart \| Ineos Grenadiers \| + 0" \| \| \| 4. \| Jai Hindley \| Bora-Hansgrohe \| + 0" \| \| \| 5. \| Lennard Kämna \| Bora-Hansgrohe \| + 0" \| \| \| 6. \| Aleksandr Vlasov \| Bora-Hansgrohe \| + 0" \| \| \| 7. \| Mikel Landa \| Bahrain Victorious \| + 0" \| \| \| 8. \| João Almeida \| UAE Team Emirates \| + 0" \| \| \| 9. \| Damiano Caruso \| Bahrain Victorious \| + 0" \| \| \| 10. \| Brandon McNulty \| UAE Team Emirates \| + 0" \| \| |                    |                    |            |
| |                    |                    |            |
| Källa: ProCyclingStats |                    |                    |            |
| Placeringar i etappen |                    |                    |            |
| Cyklist | Cyklist            | Lag                | Tid        |
| 1. | Primož Roglič      | Jumbo-Visma        | 4t 38' 32" |
| 2. | Giulio Ciccone     | Trek-Segafredo     | + 0"       |
| 3. | Tao Geoghegan Hart | Ineos Grenadiers   | + 0"       |
| 4. | Jai Hindley        | Bora-Hansgrohe     | + 0"       |
| 5. | Lennard Kämna      | Bora-Hansgrohe     | + 0"       |
| 6. | Aleksandr Vlasov   | Bora-Hansgrohe     | + 0"       |
| 7. | Mikel Landa        | Bahrain Victorious | + 0"       |
| 8. | João Almeida       | UAE Team Emirates  | + 0"       |
| 9. | Damiano Caruso     | Bahrain Victorious | + 0"       |
| 10. | Brandon McNulty    | UAE Team Emirates  | + 0"       |

| \| Totaltävlingen \| Totaltävlingen \| Totaltävlingen \| Totaltävlingen \| Totaltävlingen \| \| Cyklist \| Cyklist \| Lag \| Tid \| \| \| -------------- \| ------------------ \| ----------------- \| -------------- \| -------------- \| \| 1. \| Primož Roglič \| Jumbo-Visma \| 20t 17' 14" \| \| \| 2. \| Lennard Kämna \| Bora-Hansgrohe \| + 4" \| \| \| 3. \| João Almeida \| UAE Team Emirates \| + 12" \| \| \| 4. \| Brandon McNulty \| UAE Team Emirates \| + 17" \| \| \| 5. \| Wilco Kelderman \| Jumbo-Visma \| + 19" \| \| \| 6. \| Tao Geoghegan Hart \| Ineos Grenadiers \| + 19" \| \| \| 7. \| Aleksandr Vlasov \| Bora-Hansgrohe \| + 21" \| \| \| 8. \| Jai Hindley \| Bora-Hansgrohe \| + 22" \| \| \| 9. \| Giulio Ciccone \| Trek-Segafredo \| + 24" \| \| \| 10. \| Enric Mas \| Movistar Team \| + 31" \| \| |                    |                   |             |
| |                    |                   |             |
| Källa: ProCyclingStats |                    |                   |             |
| Totaltävlingen |                    |                   |             |
| Cyklist | Cyklist            | Lag               | Tid         |
| 1. | Primož Roglič      | Jumbo-Visma       | 20t 17' 14" |
| 2. | Lennard Kämna      | Bora-Hansgrohe    | + 4"        |
| 3. | João Almeida       | UAE Team Emirates | + 12"       |
| 4. | Brandon McNulty    | UAE Team Emirates | + 17"       |
| 5. | Wilco Kelderman    | Jumbo-Visma       | + 19"       |
| 6. | Tao Geoghegan Hart | Ineos Grenadiers  | + 19"       |
| 7. | Aleksandr Vlasov   | Bora-Hansgrohe    | + 21"       |
| 8. | Jai Hindley        | Bora-Hansgrohe    | + 22"       |
| 9. | Giulio Ciccone     | Trek-Segafredo    | + 24"       |
| 10. | Enric Mas          | Movistar Team     | + 31"       |

### 6:e etappen
| Osimo Stazione - Osimo |  | (193 km) |

| \| Placeringar i etappen \| Placeringar i etappen \| Placeringar i etappen \| Placeringar i etappen \| Placeringar i etappen \| \| Cyklist \| Cyklist \| Lag \| Tid \| \| \| --------------------- \| --------------------- \| --------------------- \| --------------------- \| --------------------- \| \| 1. \| Primož Roglič \| Jumbo-Visma \| 4t 49' 17" \| \| \| 2. \| Tao Geoghegan Hart \| Ineos Grenadiers \| + 0" \| \| \| 3. \| João Almeida \| UAE Team Emirates \| + 0" \| \| \| 4. \| Enric Mas \| Movistar Team \| + 0" \| \| \| 5. \| Mikel Landa \| Bahrain Victorious \| + 0" \| \| \| 6. \| Giulio Ciccone \| Trek-Segafredo \| + 3" \| \| \| 7. \| Hugh Carthy \| EF Education-EasyPost \| + 9" \| \| \| 8. \| Michael Woods \| Israel-Premier Tech \| + 9" \| \| \| 9. \| Tom Pidcock \| Ineos Grenadiers \| + 20" \| \| \| 10. \| Wout van Aert \| Jumbo-Visma \| + 20" \| \| |                    |                       |            |
| |                    |                       |            |
| Källa: ProCyclingStats |                    |                       |            |
| Placeringar i etappen |                    |                       |            |
| Cyklist | Cyklist            | Lag                   | Tid        |
| 1. | Primož Roglič      | Jumbo-Visma           | 4t 49' 17" |
| 2. | Tao Geoghegan Hart | Ineos Grenadiers      | + 0"       |
| 3. | João Almeida       | UAE Team Emirates     | + 0"       |
| 4. | Enric Mas          | Movistar Team         | + 0"       |
| 5. | Mikel Landa        | Bahrain Victorious    | + 0"       |
| 6. | Giulio Ciccone     | Trek-Segafredo        | + 3"       |
| 7. | Hugh Carthy        | EF Education-EasyPost | + 9"       |
| 8. | Michael Woods      | Israel-Premier Tech   | + 9"       |
| 9. | Tom Pidcock        | Ineos Grenadiers      | + 20"      |
| 10. | Wout van Aert      | Jumbo-Visma           | + 20"      |

| \| Totaltävlingen \| Totaltävlingen \| Totaltävlingen \| Totaltävlingen \| Totaltävlingen \| \| Cyklist \| Cyklist \| Lag \| Tid \| \| \| -------------- \| ------------------ \| --------------------- \| -------------- \| -------------- \| \| 1. \| Primož Roglič \| Jumbo-Visma \| 25t 06' 21" \| \| \| 2. \| João Almeida \| UAE Team Emirates \| + 18" \| \| \| 3. \| Tao Geoghegan Hart \| Ineos Grenadiers \| + 23" \| \| \| 4. \| Lennard Kämna \| Bora-Hansgrohe \| + 34" \| \| \| 5. \| Giulio Ciccone \| Trek-Segafredo \| + 37" \| \| \| 6. \| Enric Mas \| Movistar Team \| + 41" \| \| \| 7. \| Mikel Landa \| Bahrain Victorious \| + 56" \| \| \| 8. \| Hugh Carthy \| EF Education-EasyPost \| + 57" \| \| \| 9. \| Aleksandr Vlasov \| Bora-Hansgrohe \| + 1' 10" \| \| \| 10. \| Thibaut Pinot \| Groupama-FDJ \| + 1' 11" \| \| |                    |                       |             |
| |                    |                       |             |
| Källa: ProCyclingStats |                    |                       |             |
| Totaltävlingen |                    |                       |             |
| Cyklist | Cyklist            | Lag                   | Tid         |
| 1. | Primož Roglič      | Jumbo-Visma           | 25t 06' 21" |
| 2. | João Almeida       | UAE Team Emirates     | + 18"       |
| 3. | Tao Geoghegan Hart | Ineos Grenadiers      | + 23"       |
| 4. | Lennard Kämna      | Bora-Hansgrohe        | + 34"       |
| 5. | Giulio Ciccone     | Trek-Segafredo        | + 37"       |
| 6. | Enric Mas          | Movistar Team         | + 41"       |
| 7. | Mikel Landa        | Bahrain Victorious    | + 56"       |
| 8. | Hugh Carthy        | EF Education-EasyPost | + 57"       |
| 9. | Aleksandr Vlasov   | Bora-Hansgrohe        | + 1' 10"    |
| 10. | Thibaut Pinot      | Groupama-FDJ          | + 1' 11"    |

### 7:e etappen
| San Benedetto del Tronto - San Benedetto del Tronto | Flack etapp | (154 km) |

| \| Placeringar i etappen \| Placeringar i etappen \| Placeringar i etappen \| Placeringar i etappen \| Placeringar i etappen \| \| Cyklist \| Cyklist \| Lag \| Tid \| \| \| --------------------- \| --------------------- \| ---------------------------------- \| --------------------- \| --------------------- \| \| 1. \| Jasper Philipsen \| Alpecin-Deceuninck \| 3t 32' 36" \| \| \| 2. \| Dylan Groenewegen \| Team Jayco AlUla \| + 0" \| \| \| 3. \| Alberto Dainese \| Team DSM \| + 0" \| \| \| 4. \| Phil Bauhaus \| Bahrain Victorious \| + 0" \| \| \| 5. \| Simone Consonni \| Cofidis \| + 0" \| \| \| 6. \| Giacomo Nizzolo \| Israel-Premier Tech \| + 0" \| \| \| 7. \| Jordi Meeus \| Bora-Hansgrohe \| + 0" \| \| \| 8. \| Clément Russo \| Arkéa-Samsic \| + 0" \| \| \| 9. \| Luca Colnaghi \| Green Project-Bardiani CSF-Faizanè \| + 0" \| \| \| 10. \| Fernando Gaviria \| Movistar Team \| + 0" \| \| |                   |                                    |            |
| |                   |                                    |            |
| Källa: ProCyclingStats |                   |                                    |            |
| Placeringar i etappen |                   |                                    |            |
| Cyklist | Cyklist           | Lag                                | Tid        |
| 1. | Jasper Philipsen  | Alpecin-Deceuninck                 | 3t 32' 36" |
| 2. | Dylan Groenewegen | Team Jayco AlUla                   | + 0"       |
| 3. | Alberto Dainese   | Team DSM                           | + 0"       |
| 4. | Phil Bauhaus      | Bahrain Victorious                 | + 0"       |
| 5. | Simone Consonni   | Cofidis                            | + 0"       |
| 6. | Giacomo Nizzolo   | Israel-Premier Tech                | + 0"       |
| 7. | Jordi Meeus       | Bora-Hansgrohe                     | + 0"       |
| 8. | Clément Russo     | Arkéa-Samsic                       | + 0"       |
| 9. | Luca Colnaghi     | Green Project-Bardiani CSF-Faizanè | + 0"       |
| 10. | Fernando Gaviria  | Movistar Team                      | + 0"       |

## Resultat

### Sammanlagt
| \| Totaltävlingen \| Totaltävlingen \| Totaltävlingen \| Totaltävlingen \| Totaltävlingen \| \| Cyklist \| Cyklist \| Lag \| Tid \| \| \| -------------- \| ------------------ \| --------------------- \| -------------- \| -------------- \| \| 1. \| Primož Roglič \| Jumbo-Visma \| 28t 38' 57" \| \| \| 2. \| João Almeida \| UAE Team Emirates \| + 18" \| \| \| 3. \| Tao Geoghegan Hart \| Ineos Grenadiers \| + 23" \| \| \| 4. \| Lennard Kämna \| Bora-Hansgrohe \| + 34" \| \| \| 5. \| Giulio Ciccone \| Trek-Segafredo \| + 37" \| \| \| 6. \| Enric Mas \| Movistar Team \| + 41" \| \| \| 7. \| Mikel Landa \| Bahrain Victorious \| + 56" \| \| \| 8. \| Hugh Carthy \| EF Education-EasyPost \| + 57" \| \| \| 9. \| Aleksandr Vlasov \| Bora-Hansgrohe \| + 1' 10" \| \| \| 10. \| Thibaut Pinot \| Groupama-FDJ \| + 1' 11" \| \| |                    |                       |             |
| |                    |                       |             |
| Källa: ProCyclingStats |                    |                       |             |
| Totaltävlingen |                    |                       |             |
| Cyklist | Cyklist            | Lag                   | Tid         |
| 1. | Primož Roglič      | Jumbo-Visma           | 28t 38' 57" |
| 2. | João Almeida       | UAE Team Emirates     | + 18"       |
| 3. | Tao Geoghegan Hart | Ineos Grenadiers      | + 23"       |
| 4. | Lennard Kämna      | Bora-Hansgrohe        | + 34"       |
| 5. | Giulio Ciccone     | Trek-Segafredo        | + 37"       |
| 6. | Enric Mas          | Movistar Team         | + 41"       |
| 7. | Mikel Landa        | Bahrain Victorious    | + 56"       |
| 8. | Hugh Carthy        | EF Education-EasyPost | + 57"       |
| 9. | Aleksandr Vlasov   | Bora-Hansgrohe        | + 1' 10"    |
| 10. | Thibaut Pinot      | Groupama-FDJ          | + 1' 11"    |

### Övriga tävlingar
| Poängtävlingen | Poängtävlingen     | Poängtävlingen           | Poängtävlingen | Poängtävlingen |
| Cyklist        | Cyklist            | Lag                      | Poäng          |                |
| -------------- | ------------------ | ------------------------ | -------------- | -------------- |
| 1.             | Primož Roglič      | Jumbo-Visma              | 36 poäng       |                |
| 2.             | Jasper Philipsen   | Alpecin-Deceuninck       | 34 poäng       |                |
| 3.             | Tao Geoghegan Hart | Ineos Grenadiers         | 24 poäng       |                |
| 4.             | Phil Bauhaus       | Bahrain Victorious       | 22 poäng       |                |
| 5.             | João Almeida       | UAE Team Emirates        | 18 poäng       |                |
| 6.             | Dylan Groenewegen  | Team Jayco AlUla         | 17 poäng       |                |
| 7.             | Lennard Kämna      | Bora-Hansgrohe           | 16 poäng       |                |
| 8.             | Giulio Ciccone     | Trek-Segafredo           | 15 poäng       |                |
| 9.             | Biniam Girmay      | Intermarché-Circus-Wanty | 15 poäng       |                |
| 10.            | Simone Consonni    | Cofidis                  | 15 poäng       |                |

| Poängtävlingen | Poängtävlingen     | Poängtävlingen           | Poängtävlingen | Poängtävlingen |
| Cyklist        | Cyklist            | Lag                      | Poäng          |                |
| -------------- | ------------------ | ------------------------ | -------------- | -------------- |
| 1.             | Primož Roglič      | Jumbo-Visma              | 36 poäng       |                |
| 2.             | Jasper Philipsen   | Alpecin-Deceuninck       | 34 poäng       |                |
| 3.             | Tao Geoghegan Hart | Ineos Grenadiers         | 24 poäng       |                |
| 4.             | Phil Bauhaus       | Bahrain Victorious       | 22 poäng       |                |
| 5.             | João Almeida       | UAE Team Emirates        | 18 poäng       |                |
| 6.             | Dylan Groenewegen  | Team Jayco AlUla         | 17 poäng       |                |
| 7.             | Lennard Kämna      | Bora-Hansgrohe           | 16 poäng       |                |
| 8.             | Giulio Ciccone     | Trek-Segafredo           | 15 poäng       |                |
| 9.             | Biniam Girmay      | Intermarché-Circus-Wanty | 15 poäng       |                |
| 10.            | Simone Consonni    | Cofidis                  | 15 poäng       |                |

| Bergstävlingen | Bergstävlingen     | Bergstävlingen     | Bergstävlingen | Bergstävlingen |
| Cyklist        | Cyklist            | Lag                | Poäng          |                |
| -------------- | ------------------ | ------------------ | -------------- | -------------- |
| 1.             | Primož Roglič      | Jumbo-Visma        | 25 poäng       |                |
| 2.             | Davide Bais        | Eolo-Kometa        | 20 poäng       |                |
| 3.             | Giulio Ciccone     | Trek-Segafredo     | 18 poäng       |                |
| 4.             | Julian Alaphilippe | Soudal Quick-Step  | 11 poäng       |                |
| 5.             | Tao Geoghegan Hart | Ineos Grenadiers   | 11 poäng       |                |
| 6.             | Quinn Simmons      | Trek-Segafredo     | 9 poäng        |                |
| 7.             | Stefano Gandin     | Team Corratec      | 9 poäng        |                |
| 8.             | Jai Hindley        | Bora-Hansgrohe     | 7 poäng        |                |
| 9.             | Nikias Arndt       | Bahrain Victorious | 6 poäng        |                |
| 10.            | Mattia Bais        | Eolo-Kometa        | 6 poäng        |                |

| Bergstävlingen | Bergstävlingen     | Bergstävlingen     | Bergstävlingen | Bergstävlingen |
| Cyklist        | Cyklist            | Lag                | Poäng          |                |
| -------------- | ------------------ | ------------------ | -------------- | -------------- |
| 1.             | Primož Roglič      | Jumbo-Visma        | 25 poäng       |                |
| 2.             | Davide Bais        | Eolo-Kometa        | 20 poäng       |                |
| 3.             | Giulio Ciccone     | Trek-Segafredo     | 18 poäng       |                |
| 4.             | Julian Alaphilippe | Soudal Quick-Step  | 11 poäng       |                |
| 5.             | Tao Geoghegan Hart | Ineos Grenadiers   | 11 poäng       |                |
| 6.             | Quinn Simmons      | Trek-Segafredo     | 9 poäng        |                |
| 7.             | Stefano Gandin     | Team Corratec      | 9 poäng        |                |
| 8.             | Jai Hindley        | Bora-Hansgrohe     | 7 poäng        |                |
| 9.             | Nikias Arndt       | Bahrain Victorious | 6 poäng        |                |
| 10.            | Mattia Bais        | Eolo-Kometa        | 6 poäng        |                |

| Ungdomstävlingen | Ungdomstävlingen   | Ungdomstävlingen       | Ungdomstävlingen | Ungdomstävlingen |
| Cyklist          | Cyklist            | Lag                    | Tid              |                  |
| ---------------- | ------------------ | ---------------------- | ---------------- | ---------------- |
| 1.               | João Almeida       | UAE Team Emirates      | 28t 39' 15"      |                  |
| 2.               | Brandon McNulty    | UAE Team Emirates      | + 1' 01"         |                  |
| 3.               | Felix Gall         | AG2R Citroën Team      | + 1' 56"         |                  |
| 4.               | Andreas Leknessund | Team DSM               | + 2' 08"         |                  |
| 5.               | Thymen Arensman    | Ineos Grenadiers       | + 4' 09"         |                  |
| 6.               | Magnus Sheffield   | Ineos Grenadiers       | + 7' 02"         |                  |
| 7.               | Santiago Buitrago  | Bahrain Victorious     | + 17' 05"        |                  |
| 8.               | Attila Valter      | Jumbo-Visma            | + 17' 08"        |                  |
| 9.               | Andrea Bagioli     | Soudal Quick-Step      | + 21' 48"        |                  |
| 10.              | Mark Donovan       | Q36.5 Pro Cycling Team | + 23' 03"        |                  |

| Ungdomstävlingen | Ungdomstävlingen   | Ungdomstävlingen       | Ungdomstävlingen | Ungdomstävlingen |
| Cyklist          | Cyklist            | Lag                    | Tid              |                  |
| ---------------- | ------------------ | ---------------------- | ---------------- | ---------------- |
| 1.               | João Almeida       | UAE Team Emirates      | 28t 39' 15"      |                  |
| 2.               | Brandon McNulty    | UAE Team Emirates      | + 1' 01"         |                  |
| 3.               | Felix Gall         | AG2R Citroën Team      | + 1' 56"         |                  |
| 4.               | Andreas Leknessund | Team DSM               | + 2' 08"         |                  |
| 5.               | Thymen Arensman    | Ineos Grenadiers       | + 4' 09"         |                  |
| 6.               | Magnus Sheffield   | Ineos Grenadiers       | + 7' 02"         |                  |
| 7.               | Santiago Buitrago  | Bahrain Victorious     | + 17' 05"        |                  |
| 8.               | Attila Valter      | Jumbo-Visma            | + 17' 08"        |                  |
| 9.               | Andrea Bagioli     | Soudal Quick-Step      | + 21' 48"        |                  |
| 10.              | Mark Donovan       | Q36.5 Pro Cycling Team | + 23' 03"        |                  |

| Lagtävlingen | Lagtävlingen       | Lagtävlingen | Lagtävlingen |
| Lag          | Lag                | Tid          |              |
| ------------ | ------------------ | ------------ | ------------ |
| 1.           | UAE Team Emirates  | 85t 59' 51"  |              |
| 2.           | Bora-Hansgrohe     | + 29"        |              |
| 3.           | Ineos Grenadiers   | + 5' 03"     |              |
| 4.           | Movistar Team      | + 9' 26"     |              |
| 5.           | Team DSM           | + 11' 11"    |              |
| 6.           | Jumbo-Visma        | + 11' 30"    |              |
| 7.           | Arkéa-Samsic       | + 14' 46"    |              |
| 8.           | Bahrain Victorious | + 15' 04"    |              |
| 9.           | Groupama-FDJ       | + 21' 14"    |              |
| 10.          | AG2R Citroën Team  | + 27' 21"    |              |

| Lagtävlingen | Lagtävlingen       | Lagtävlingen | Lagtävlingen |
| Lag          | Lag                | Tid          |              |
| ------------ | ------------------ | ------------ | ------------ |
| 1.           | UAE Team Emirates  | 85t 59' 51"  |              |
| 2.           | Bora-Hansgrohe     | + 29"        |              |
| 3.           | Ineos Grenadiers   | + 5' 03"     |              |
| 4.           | Movistar Team      | + 9' 26"     |              |
| 5.           | Team DSM           | + 11' 11"    |              |
| 6.           | Jumbo-Visma        | + 11' 30"    |              |
| 7.           | Arkéa-Samsic       | + 14' 46"    |              |
| 8.           | Bahrain Victorious | + 15' 04"    |              |
| 9.           | Groupama-FDJ       | + 21' 14"    |              |
| 10.          | AG2R Citroën Team  | + 27' 21"    |              |

## Startlista
| Alpecin-Deceuninck ADC | Alpecin-Deceuninck ADC     | Alpecin-Deceuninck ADC |
| ---------------------- | -------------------------- | ---------------------- |
| #                      | Cyklist                    | Placering              |
| 1                      | Mathieu van der Poel (NED) | 49.                    |
| 2                      | Michael Gogl (AUT)         | DNS-2                  |
| 3                      | Jasper Philipsen (BEL)     | 82.                    |
| 4                      | Oscar Riesebeek (NED)      | 143.                   |
| 5                      | Ramon Sinkeldam (NED)      | 126.                   |
| 6                      | Robert Stannard (AUS)      | 51.                    |
| 7                      | Gianni Vermeersch (BEL)    | 65.                    |

| AG2R Citroën Team ACT | AG2R Citroën Team ACT        | AG2R Citroën Team ACT |
| --------------------- | ---------------------------- | --------------------- |
| #                     | Cyklist                      | Placering             |
| 11                    | Ben O'Connor (AUS)           | 13.                   |
| 12                    | Benoît Cosnefroy (FRA)       | 96.                   |
| 13                    | Felix Gall (AUT)             | 16.                   |
| 14                    | Nans Peters (FRA)            | 85.                   |
| 15                    | Michael Schär (SUI)          | 50.                   |
| 16                    | Greg Van Avermaet (BEL)      | 61.                   |
| 17                    | Valentin Paret-Peintre (FRA) | DNF-3                 |

| Astana Qazaqstan Team AST | Astana Qazaqstan Team AST       | Astana Qazaqstan Team AST |
| ------------------------- | ------------------------------- | ------------------------- |
| #                         | Cyklist                         | Placering                 |
| 21                        | Alexej Lutsenko (KAZ)           | DNS-7                     |
| 22                        | Samuele Battistella (ITA)       | DNF-5                     |
| 23                        | Mark Cavendish (GBR) (landsväg) | 121.                      |
| 24                        | Joe Dombrowski (USA)            | 108.                      |
| 25                        | Yevgeniy Fedorov (KAZ)          | 106.                      |
| 26                        | Gleb Siritsa                    | 117.                      |
| 27                        | Leonardo Basso (ITA)            | 127.                      |

| Bahrain Victorious TBV | Bahrain Victorious TBV            | Bahrain Victorious TBV |
| ---------------------- | --------------------------------- | ---------------------- |
| #                      | Cyklist                           | Placering              |
| 31                     | Mikel Landa (ESP)                 | 7.                     |
| 32                     | Nikias Arndt (GER)                | 66.                    |
| 33                     | Phil Bauhaus (GER)                | 122.                   |
| 34                     | Santiago Buitrago (COL)           | 36.                    |
| 35                     | Damiano Caruso (ITA)              | 14.                    |
| 36                     | Fran Miholjević (CRO) (tempolopp) | 110.                   |
| 37                     | Andrea Pasqualon (ITA)            | 71.                    |

| Bora-Hansgrohe BOH | Bora-Hansgrohe BOH              | Bora-Hansgrohe BOH |
| ------------------ | ------------------------------- | ------------------ |
| #                  | Cyklist                         | Placering          |
| 41                 | Jai Hindley (AUS)               | 15.                |
| 42                 | Cesare Benedetti (POL)          | DNF-6              |
| 43                 | Nico Denz (GER)                 | 91.                |
| 44                 | Patrick Gamper (AUT)            | 141.               |
| 45                 | Lennard Kämna (GER) (tempolopp) | 4.                 |
| 46                 | Jordi Meeus (BEL)               | 120.               |
| 47                 | Aleksandr Vlasov                | 9.                 |

| Cofidis COF | Cofidis COF            | Cofidis COF |
| ----------- | ---------------------- | ----------- |
| #           | Cyklist                | Placering   |
| 51          | Guillaume Martin (FRA) | 21.         |
| 52          | Davide Cimolai (ITA)   | 109.        |
| 53          | Simone Consonni (ITA)  | 94.         |
| 54          | Victor Lafay (FRA)     | DNF-6       |
| 55          | Anthony Perez (FRA)    | 68.         |
| 56          | Rémy Rochas (FRA)      | DNF-6       |
| 57          | Axel Zingle (FRA)      | 57.         |

| EF Education-EasyPost EFE | EF Education-EasyPost EFE          | EF Education-EasyPost EFE |
| ------------------------- | ---------------------------------- | ------------------------- |
| #                         | Cyklist                            | Placering                 |
| 61                        | Jonathan Caicedo (ECU) (tempolopp) | DNS-5                     |
| 62                        | Andrey Amador (CRC)                | DNS-2                     |
| 63                        | Hugh Carthy (GBR)                  | 8.                        |
| 64                        | Mikkel Frølich Honoré (DEN)        | 38.                       |
| 65                        | Jens Keukeleire (BEL)              | 67.                       |
| 66                        | Sean Quinn (USA)                   | DNF-6                     |
| 67                        | Julius van den Berg (NED)          | DNS-5                     |

| Eolo-Kometa EOK | Eolo-Kometa EOK               | Eolo-Kometa EOK |
| --------------- | ----------------------------- | --------------- |
| #               | Cyklist                       | Placering       |
| 71              | Lorenzo Fortunato (ITA)       | 26.             |
| 72              | Davide Bais (ITA)             | 140.            |
| 73              | Mattia Bais (ITA)             | 136.            |
| 74              | Erik Fetter (HUN) (tempolopp) | 101.            |
| 75              | Francesco Gavazzi (ITA)       | 80.             |
| 76              | Mirco Maestri (ITA)           | 114.            |
| 77              | Samuele Rivi (ITA)            | 145.            |

| Green Project-Bardiani CSF-Faizanè BCF | Green Project-Bardiani CSF-Faizanè BCF | Green Project-Bardiani CSF-Faizanè BCF |
| -------------------------------------- | -------------------------------------- | -------------------------------------- |
| #                                      | Cyklist                                | Placering                              |
| 81                                     | Alessandro Tonelli (ITA)               | 47.                                    |
| 82                                     | Luca Colnaghi (ITA)                    | 132.                                   |
| 83                                     | Riccardo Lucca (ITA)                   | 144.                                   |
| 84                                     | Filippo Magli (ITA)                    | 129.                                   |
| 85                                     | Alessandro Santaromita (ITA)           | 56.                                    |
| 86                                     | Manuele Tarozzi (ITA)                  | 142.                                   |
| 87                                     | Samuele Zoccarato (ITA)                | 59.                                    |

| Groupama-FDJ GFC | Groupama-FDJ GFC                 | Groupama-FDJ GFC |
| ---------------- | -------------------------------- | ---------------- |
| #                | Cyklist                          | Placering        |
| 91               | Thibaut Pinot (FRA)              | 10.              |
| 92               | Bruno Armirail (FRA) (tempolopp) | 70.              |
| 93               | Olivier Le Gac (FRA)             | 74.              |
| 94               | Fabian Lienhard (SUI)            | 128.             |
| 95               | Valentin Madouas (FRA)           | 23.              |
| 96               | Quentin Pacher (FRA)             | 40.              |
| 97               | Jake Stewart (GBR)               | 92.              |

| Ineos Grenadiers IGD | Ineos Grenadiers IGD            | Ineos Grenadiers IGD |
| -------------------- | ------------------------------- | -------------------- |
| #                    | Cyklist                         | Placering            |
| 101                  | Thymen Arensman (NED)           | 22.                  |
| 102                  | Laurens De Plus (BEL)           | DNF-6                |
| 103                  | Filippo Ganna (ITA) (tempolopp) | 76.                  |
| 104                  | Tao Geoghegan Hart (GBR)        | 3.                   |
| 105                  | Michał Kwiatkowski (POL)        | 90.                  |
| 106                  | Tom Pidcock (GBR)               | DNF-7                |
| 107                  | Magnus Sheffield (USA)          | 28.                  |

| Intermarché-Circus-Wanty ICW | Intermarché-Circus-Wanty ICW    | Intermarché-Circus-Wanty ICW |
| ---------------------------- | ------------------------------- | ---------------------------- |
| #                            | Cyklist                         | Placering                    |
| 111                          | Biniam Girmay (ERI) (tempolopp) | 81.                          |
| 112                          | Sven Erik Bystrøm (NOR)         | 62.                          |
| 113                          | Niccolò Bonifazio (ITA)         | 84.                          |
| 114                          | Lorenzo Rota (ITA)              | 25.                          |
| 115                          | Mike Teunissen (NED)            | 60.                          |
| 116                          | Loïc Vliegen (BEL)              | DNF-5                        |
| 117                          | Georg Zimmermann (GER)          | 48.                          |

| Israel-Premier Tech IPT | Israel-Premier Tech IPT          | Israel-Premier Tech IPT |
| ----------------------- | -------------------------------- | ----------------------- |
| #                       | Cyklist                          | Placering               |
| 121                     | Michael Woods (CAN)              | 20.                     |
| 123                     | Derek Gee (CAN) (tempolopp)      | 41.                     |
| 124                     | Omer Goldstein (ISR) (tempolopp) | 95.                     |
| 125                     | Krists Neilands (LAT)            | 54.                     |
| 126                     | Giacomo Nizzolo (ITA)            | 111.                    |
| 127                     | Mads Würtz Schmidt (DEN)         | 63.                     |

| Jumbo-Visma TJV | Jumbo-Visma TJV                | Jumbo-Visma TJV |
| --------------- | ------------------------------ | --------------- |
| #               | Cyklist                        | Placering       |
| 131             | Primož Roglič (SLO)            | 1.              |
| 132             | Tiesj Benoot (BEL)             | 34.             |
| 133             | Koen Bouwman (NED)             | 55.             |
| 134             | Wilco Kelderman (NED)          | DNS-7           |
| 135             | Attila Valter (HUN) (landsväg) | 37.             |
| 136             | Wout van Aert (BEL)            | 53.             |
| 137             | Dylan van Baarle (NED)         | DNF-6           |

| Movistar Team MOV | Movistar Team MOV           | Movistar Team MOV |
| ----------------- | --------------------------- | ----------------- |
| #                 | Cyklist                     | Placering         |
| 141               | Enric Mas (ESP)             | 6.                |
| 142               | Alex Aranburu (ESP)         | 45.               |
| 143               | Jorge Arcas (ESP)           | 75.               |
| 144               | Fernando Gaviria (COL)      | 115.              |
| 145               | Nelson Oliveira (POR)       | 31.               |
| 146               | Albert Torres Barceló (ESP) | 104.              |
| 147               | Carlos Verona (ESP)         | 29.               |

| Q36.5 Pro Cycling Team Q36 | Q36.5 Pro Cycling Team Q36 | Q36.5 Pro Cycling Team Q36 |
| -------------------------- | -------------------------- | -------------------------- |
| #                          | Cyklist                    | Placering                  |
| 151                        | Gianluca Brambilla (ITA)   | 42.                        |
| 152                        | Negasi Abreha (ETH)        | 135.                       |
| 153                        | Jack Bauer (NZL)           | 77.                        |
| 154                        | Filippo Conca (ITA)        | DNF-5                      |
| 155                        | Mark Donovan (GBR)         | 46.                        |
| 156                        | Damien Howson (AUS)        | 17.                        |
| 157                        | Matteo Moschetti (ITA)     | 118.                       |

| Soudal Quick-Step SOQ | Soudal Quick-Step SOQ           | Soudal Quick-Step SOQ |
| --------------------- | ------------------------------- | --------------------- |
| #                     | Cyklist                         | Placering             |
| 161                   | Julian Alaphilippe (FRA)        | 30.                   |
| 162                   | Andrea Bagioli (ITA)            | 43.                   |
| 163                   | Davide Ballerini (ITA)          | 86.                   |
| 164                   | Dries Devenyns (BEL)            | 146.                  |
| 165                   | Fabio Jakobsen (NED) (landsväg) | 125.                  |
| 166                   | Casper Pedersen (DEN)           | 79.                   |
| 167                   | Bert Van Lerberghe (BEL)        | 113.                  |

| Arkéa-Samsic ARK | Arkéa-Samsic ARK         | Arkéa-Samsic ARK |
| ---------------- | ------------------------ | ---------------- |
| #                | Cyklist                  | Placering        |
| 171              | Warren Barguil (FRA)     | 24.              |
| 172              | Nacer Bouhanni (FRA)     | DNS-5            |
| 173              | Donavan Grondin (FRA)    | 107.             |
| 174              | Simon Guglielmi (FRA)    | 27.              |
| 175              | Laurent Pichon (FRA)     | 78.              |
| 176              | Cristián Rodríguez (ESP) | 33.              |
| 177              | Clément Russo (FRA)      | 88.              |

| Team Corratec COR | Team Corratec COR        | Team Corratec COR |
| ----------------- | ------------------------ | ----------------- |
| #                 | Cyklist                  | Placering         |
| 181               | Valerio Conti (ITA)      | 123.              |
| 182               | Stefano Gandin (ITA)     | 137.              |
| 183               | Alessandro Iacchi (ITA)  | DNF-7             |
| 184               | Alexander Konychev (ITA) | 105.              |
| 185               | Jan Stöckli (SUI)        | 133.              |
| 186               | Germán Tivani (ARG)      | 100.              |
| 187               | Attilio Viviani (ITA)    | OTL-1             |

| Team DSM DSM | Team DSM DSM                  | Team DSM DSM |
| ------------ | ----------------------------- | ------------ |
| #            | Cyklist                       | Placering    |
| 191          | Andreas Leknessund (NOR)      | 18.          |
| 192          | Alberto Dainese (ITA)         | 131.         |
| 193          | Jonas Iversby Hvideberg (NOR) | DNF-6        |
| 194          | Marius Mayrhofer (GER)        | 89.          |
| 195          | Florian Stork (GER)           | 32.          |
| 196          | Henri Vandenabeele (BEL)      | 58.          |
| 197          | Harm Vanhoucke (BEL)          | 19.          |

| Team Jayco AlUla JAY | Team Jayco AlUla JAY       | Team Jayco AlUla JAY |
| -------------------- | -------------------------- | -------------------- |
| #                    | Cyklist                    | Placering            |
| 201                  | Dylan Groenewegen (NED)    | 116.                 |
| 202                  | Alessandro De Marchi (ITA) | 93.                  |
| 203                  | Michael Hepburn (AUS)      | 139.                 |
| 204                  | Jan Maas (NED)             | 134.                 |
| 205                  | Luka Mezgec (SLO)          | 119.                 |
| 206                  | Elmar Reinders (NED)       | 112.                 |
| 207                  | Zdeněk Štybar (CZE)        | 103.                 |

| TotalEnergies TEN | TotalEnergies TEN               | TotalEnergies TEN |
| ----------------- | ------------------------------- | ----------------- |
| #                 | Cyklist                         | Placering         |
| 211               | Peter Sagan (SVK) (landsväg)    | 98.               |
| 212               | Maciej Bodnar (POL) (tempolopp) | DNS-6             |
| 213               | Mathieu Burgaudeau (FRA)        | DNF-6             |
| 214               | Steff Cras (BEL)                | DNS-7             |
| 215               | Valentin Ferron (FRA)           | 69.               |
| 216               | Daniel Oss (ITA)                | 87.               |
| 217               | Julien Simon (FRA)              | DNS-5             |

| Trek-Segafredo TFS | Trek-Segafredo TFS             | Trek-Segafredo TFS |
| ------------------ | ------------------------------ | ------------------ |
| #                  | Cyklist                        | Placering          |
| 221                | Giulio Ciccone (ITA)           | 5.                 |
| 222                | Dario Cataldo (ITA)            | 64.                |
| 223                | Amanuel Gebrezgabihier (ERI)   | 138.               |
| 224                | Markus Hoelgaard (NOR)         | 83.                |
| 225                | Quinn Simmons (USA)            | 72.                |
| 226                | Toms Skujiņš (LAT) (tempolopp) | 39.                |
| 227                | Edward Theuns (BEL)            | 99.                |

| Tudor Pro Cycling Team TUD | Tudor Pro Cycling Team TUD      | Tudor Pro Cycling Team TUD |
| -------------------------- | ------------------------------- | -------------------------- |
| #                          | Cyklist                         | Placering                  |
| 231                        | Sébastien Reichenbach (SUI)     | DNF-7                      |
| 232                        | Tom Bohli (SUI)                 | 130.                       |
| 233                        | Lucas Eriksson (SWE) (landsväg) | 97.                        |
| 234                        | Arthur Kluckers (LUX)           | 73.                        |
| 235                        | Simon Pellaud (SUI)             | 147.                       |
| 236                        | Roland Thalmann (SUI)           | 102.                       |
| 237                        | Yannis Voisard (SUI)            | 52.                        |

| UAE Team Emirates UAD | UAE Team Emirates UAD         | UAE Team Emirates UAD |
| --------------------- | ----------------------------- | --------------------- |
| #                     | Cyklist                       | Placering             |
| 241                   | Adam Yates (GBR)              | 11.                   |
| 242                   | George Bennett (NZL)          | 44.                   |
| 243                   | Alessandro Covi (ITA)         | DNF-6                 |
| 244                   | Davide Formolo (ITA)          | 35.                   |
| 245                   | João Almeida (POR) (landsväg) | 2.                    |
| 246                   | Brandon McNulty (USA)         | 12.                   |
| 247                   | Juan Sebastián Molano (COL)   | 124.                  |

| Alpecin-Deceuninck ADC | Alpecin-Deceuninck ADC     | Alpecin-Deceuninck ADC |
| ---------------------- | -------------------------- | ---------------------- |
| #                      | Cyklist                    | Placering              |
| 1                      | Mathieu van der Poel (NED) | 49.                    |
| 2                      | Michael Gogl (AUT)         | DNS-2                  |
| 3                      | Jasper Philipsen (BEL)     | 82.                    |
| 4                      | Oscar Riesebeek (NED)      | 143.                   |
| 5                      | Ramon Sinkeldam (NED)      | 126.                   |
| 6                      | Robert Stannard (AUS)      | 51.                    |
| 7                      | Gianni Vermeersch (BEL)    | 65.                    |

| AG2R Citroën Team ACT | AG2R Citroën Team ACT        | AG2R Citroën Team ACT |
| --------------------- | ---------------------------- | --------------------- |
| #                     | Cyklist                      | Placering             |
| 11                    | Ben O'Connor (AUS)           | 13.                   |
| 12                    | Benoît Cosnefroy (FRA)       | 96.                   |
| 13                    | Felix Gall (AUT)             | 16.                   |
| 14                    | Nans Peters (FRA)            | 85.                   |
| 15                    | Michael Schär (SUI)          | 50.                   |
| 16                    | Greg Van Avermaet (BEL)      | 61.                   |
| 17                    | Valentin Paret-Peintre (FRA) | DNF-3                 |

| Astana Qazaqstan Team AST | Astana Qazaqstan Team AST       | Astana Qazaqstan Team AST |
| ------------------------- | ------------------------------- | ------------------------- |
| #                         | Cyklist                         | Placering                 |
| 21                        | Alexej Lutsenko (KAZ)           | DNS-7                     |
| 22                        | Samuele Battistella (ITA)       | DNF-5                     |
| 23                        | Mark Cavendish (GBR) (landsväg) | 121.                      |
| 24                        | Joe Dombrowski (USA)            | 108.                      |
| 25                        | Yevgeniy Fedorov (KAZ)          | 106.                      |
| 26                        | Gleb Siritsa                    | 117.                      |
| 27                        | Leonardo Basso (ITA)            | 127.                      |

| Bahrain Victorious TBV | Bahrain Victorious TBV            | Bahrain Victorious TBV |
| ---------------------- | --------------------------------- | ---------------------- |
| #                      | Cyklist                           | Placering              |
| 31                     | Mikel Landa (ESP)                 | 7.                     |
| 32                     | Nikias Arndt (GER)                | 66.                    |
| 33                     | Phil Bauhaus (GER)                | 122.                   |
| 34                     | Santiago Buitrago (COL)           | 36.                    |
| 35                     | Damiano Caruso (ITA)              | 14.                    |
| 36                     | Fran Miholjević (CRO) (tempolopp) | 110.                   |
| 37                     | Andrea Pasqualon (ITA)            | 71.                    |

| Bora-Hansgrohe BOH | Bora-Hansgrohe BOH              | Bora-Hansgrohe BOH |
| ------------------ | ------------------------------- | ------------------ |
| #                  | Cyklist                         | Placering          |
| 41                 | Jai Hindley (AUS)               | 15.                |
| 42                 | Cesare Benedetti (POL)          | DNF-6              |
| 43                 | Nico Denz (GER)                 | 91.                |
| 44                 | Patrick Gamper (AUT)            | 141.               |
| 45                 | Lennard Kämna (GER) (tempolopp) | 4.                 |
| 46                 | Jordi Meeus (BEL)               | 120.               |
| 47                 | Aleksandr Vlasov                | 9.                 |

| Cofidis COF | Cofidis COF            | Cofidis COF |
| ----------- | ---------------------- | ----------- |
| #           | Cyklist                | Placering   |
| 51          | Guillaume Martin (FRA) | 21.         |
| 52          | Davide Cimolai (ITA)   | 109.        |
| 53          | Simone Consonni (ITA)  | 94.         |
| 54          | Victor Lafay (FRA)     | DNF-6       |
| 55          | Anthony Perez (FRA)    | 68.         |
| 56          | Rémy Rochas (FRA)      | DNF-6       |
| 57          | Axel Zingle (FRA)      | 57.         |

| EF Education-EasyPost EFE | EF Education-EasyPost EFE          | EF Education-EasyPost EFE |
| ------------------------- | ---------------------------------- | ------------------------- |
| #                         | Cyklist                            | Placering                 |
| 61                        | Jonathan Caicedo (ECU) (tempolopp) | DNS-5                     |
| 62                        | Andrey Amador (CRC)                | DNS-2                     |
| 63                        | Hugh Carthy (GBR)                  | 8.                        |
| 64                        | Mikkel Frølich Honoré (DEN)        | 38.                       |
| 65                        | Jens Keukeleire (BEL)              | 67.                       |
| 66                        | Sean Quinn (USA)                   | DNF-6                     |
| 67                        | Julius van den Berg (NED)          | DNS-5                     |

| Eolo-Kometa EOK | Eolo-Kometa EOK               | Eolo-Kometa EOK |
| --------------- | ----------------------------- | --------------- |
| #               | Cyklist                       | Placering       |
| 71              | Lorenzo Fortunato (ITA)       | 26.             |
| 72              | Davide Bais (ITA)             | 140.            |
| 73              | Mattia Bais (ITA)             | 136.            |
| 74              | Erik Fetter (HUN) (tempolopp) | 101.            |
| 75              | Francesco Gavazzi (ITA)       | 80.             |
| 76              | Mirco Maestri (ITA)           | 114.            |
| 77              | Samuele Rivi (ITA)            | 145.            |

| Green Project-Bardiani CSF-Faizanè BCF | Green Project-Bardiani CSF-Faizanè BCF | Green Project-Bardiani CSF-Faizanè BCF |
| -------------------------------------- | -------------------------------------- | -------------------------------------- |
| #                                      | Cyklist                                | Placering                              |
| 81                                     | Alessandro Tonelli (ITA)               | 47.                                    |
| 82                                     | Luca Colnaghi (ITA)                    | 132.                                   |
| 83                                     | Riccardo Lucca (ITA)                   | 144.                                   |
| 84                                     | Filippo Magli (ITA)                    | 129.                                   |
| 85                                     | Alessandro Santaromita (ITA)           | 56.                                    |
| 86                                     | Manuele Tarozzi (ITA)                  | 142.                                   |
| 87                                     | Samuele Zoccarato (ITA)                | 59.                                    |

| Groupama-FDJ GFC | Groupama-FDJ GFC                 | Groupama-FDJ GFC |
| ---------------- | -------------------------------- | ---------------- |
| #                | Cyklist                          | Placering        |
| 91               | Thibaut Pinot (FRA)              | 10.              |
| 92               | Bruno Armirail (FRA) (tempolopp) | 70.              |
| 93               | Olivier Le Gac (FRA)             | 74.              |
| 94               | Fabian Lienhard (SUI)            | 128.             |
| 95               | Valentin Madouas (FRA)           | 23.              |
| 96               | Quentin Pacher (FRA)             | 40.              |
| 97               | Jake Stewart (GBR)               | 92.              |

| Ineos Grenadiers IGD | Ineos Grenadiers IGD            | Ineos Grenadiers IGD |
| -------------------- | ------------------------------- | -------------------- |
| #                    | Cyklist                         | Placering            |
| 101                  | Thymen Arensman (NED)           | 22.                  |
| 102                  | Laurens De Plus (BEL)           | DNF-6                |
| 103                  | Filippo Ganna (ITA) (tempolopp) | 76.                  |
| 104                  | Tao Geoghegan Hart (GBR)        | 3.                   |
| 105                  | Michał Kwiatkowski (POL)        | 90.                  |
| 106                  | Tom Pidcock (GBR)               | DNF-7                |
| 107                  | Magnus Sheffield (USA)          | 28.                  |

| Intermarché-Circus-Wanty ICW | Intermarché-Circus-Wanty ICW    | Intermarché-Circus-Wanty ICW |
| ---------------------------- | ------------------------------- | ---------------------------- |
| #                            | Cyklist                         | Placering                    |
| 111                          | Biniam Girmay (ERI) (tempolopp) | 81.                          |
| 112                          | Sven Erik Bystrøm (NOR)         | 62.                          |
| 113                          | Niccolò Bonifazio (ITA)         | 84.                          |
| 114                          | Lorenzo Rota (ITA)              | 25.                          |
| 115                          | Mike Teunissen (NED)            | 60.                          |
| 116                          | Loïc Vliegen (BEL)              | DNF-5                        |
| 117                          | Georg Zimmermann (GER)          | 48.                          |

| Israel-Premier Tech IPT | Israel-Premier Tech IPT          | Israel-Premier Tech IPT |
| ----------------------- | -------------------------------- | ----------------------- |
| #                       | Cyklist                          | Placering               |
| 121                     | Michael Woods (CAN)              | 20.                     |
| 123                     | Derek Gee (CAN) (tempolopp)      | 41.                     |
| 124                     | Omer Goldstein (ISR) (tempolopp) | 95.                     |
| 125                     | Krists Neilands (LAT)            | 54.                     |
| 126                     | Giacomo Nizzolo (ITA)            | 111.                    |
| 127                     | Mads Würtz Schmidt (DEN)         | 63.                     |

| Jumbo-Visma TJV | Jumbo-Visma TJV                | Jumbo-Visma TJV |
| --------------- | ------------------------------ | --------------- |
| #               | Cyklist                        | Placering       |
| 131             | Primož Roglič (SLO)            | 1.              |
| 132             | Tiesj Benoot (BEL)             | 34.             |
| 133             | Koen Bouwman (NED)             | 55.             |
| 134             | Wilco Kelderman (NED)          | DNS-7           |
| 135             | Attila Valter (HUN) (landsväg) | 37.             |
| 136             | Wout van Aert (BEL)            | 53.             |
| 137             | Dylan van Baarle (NED)         | DNF-6           |

| Movistar Team MOV | Movistar Team MOV           | Movistar Team MOV |
| ----------------- | --------------------------- | ----------------- |
| #                 | Cyklist                     | Placering         |
| 141               | Enric Mas (ESP)             | 6.                |
| 142               | Alex Aranburu (ESP)         | 45.               |
| 143               | Jorge Arcas (ESP)           | 75.               |
| 144               | Fernando Gaviria (COL)      | 115.              |
| 145               | Nelson Oliveira (POR)       | 31.               |
| 146               | Albert Torres Barceló (ESP) | 104.              |
| 147               | Carlos Verona (ESP)         | 29.               |

| Q36.5 Pro Cycling Team Q36 | Q36.5 Pro Cycling Team Q36 | Q36.5 Pro Cycling Team Q36 |
| -------------------------- | -------------------------- | -------------------------- |
| #                          | Cyklist                    | Placering                  |
| 151                        | Gianluca Brambilla (ITA)   | 42.                        |
| 152                        | Negasi Abreha (ETH)        | 135.                       |
| 153                        | Jack Bauer (NZL)           | 77.                        |
| 154                        | Filippo Conca (ITA)        | DNF-5                      |
| 155                        | Mark Donovan (GBR)         | 46.                        |
| 156                        | Damien Howson (AUS)        | 17.                        |
| 157                        | Matteo Moschetti (ITA)     | 118.                       |

| Soudal Quick-Step SOQ | Soudal Quick-Step SOQ           | Soudal Quick-Step SOQ |
| --------------------- | ------------------------------- | --------------------- |
| #                     | Cyklist                         | Placering             |
| 161                   | Julian Alaphilippe (FRA)        | 30.                   |
| 162                   | Andrea Bagioli (ITA)            | 43.                   |
| 163                   | Davide Ballerini (ITA)          | 86.                   |
| 164                   | Dries Devenyns (BEL)            | 146.                  |
| 165                   | Fabio Jakobsen (NED) (landsväg) | 125.                  |
| 166                   | Casper Pedersen (DEN)           | 79.                   |
| 167                   | Bert Van Lerberghe (BEL)        | 113.                  |

| Arkéa-Samsic ARK | Arkéa-Samsic ARK         | Arkéa-Samsic ARK |
| ---------------- | ------------------------ | ---------------- |
| #                | Cyklist                  | Placering        |
| 171              | Warren Barguil (FRA)     | 24.              |
| 172              | Nacer Bouhanni (FRA)     | DNS-5            |
| 173              | Donavan Grondin (FRA)    | 107.             |
| 174              | Simon Guglielmi (FRA)    | 27.              |
| 175              | Laurent Pichon (FRA)     | 78.              |
| 176              | Cristián Rodríguez (ESP) | 33.              |
| 177              | Clément Russo (FRA)      | 88.              |

| Team Corratec COR | Team Corratec COR        | Team Corratec COR |
| ----------------- | ------------------------ | ----------------- |
| #                 | Cyklist                  | Placering         |
| 181               | Valerio Conti (ITA)      | 123.              |
| 182               | Stefano Gandin (ITA)     | 137.              |
| 183               | Alessandro Iacchi (ITA)  | DNF-7             |
| 184               | Alexander Konychev (ITA) | 105.              |
| 185               | Jan Stöckli (SUI)        | 133.              |
| 186               | Germán Tivani (ARG)      | 100.              |
| 187               | Attilio Viviani (ITA)    | OTL-1             |

| Team DSM DSM | Team DSM DSM                  | Team DSM DSM |
| ------------ | ----------------------------- | ------------ |
| #            | Cyklist                       | Placering    |
| 191          | Andreas Leknessund (NOR)      | 18.          |
| 192          | Alberto Dainese (ITA)         | 131.         |
| 193          | Jonas Iversby Hvideberg (NOR) | DNF-6        |
| 194          | Marius Mayrhofer (GER)        | 89.          |
| 195          | Florian Stork (GER)           | 32.          |
| 196          | Henri Vandenabeele (BEL)      | 58.          |
| 197          | Harm Vanhoucke (BEL)          | 19.          |

| Team Jayco AlUla JAY | Team Jayco AlUla JAY       | Team Jayco AlUla JAY |
| -------------------- | -------------------------- | -------------------- |
| #                    | Cyklist                    | Placering            |
| 201                  | Dylan Groenewegen (NED)    | 116.                 |
| 202                  | Alessandro De Marchi (ITA) | 93.                  |
| 203                  | Michael Hepburn (AUS)      | 139.                 |
| 204                  | Jan Maas (NED)             | 134.                 |
| 205                  | Luka Mezgec (SLO)          | 119.                 |
| 206                  | Elmar Reinders (NED)       | 112.                 |
| 207                  | Zdeněk Štybar (CZE)        | 103.                 |

| TotalEnergies TEN | TotalEnergies TEN               | TotalEnergies TEN |
| ----------------- | ------------------------------- | ----------------- |
| #                 | Cyklist                         | Placering         |
| 211               | Peter Sagan (SVK) (landsväg)    | 98.               |
| 212               | Maciej Bodnar (POL) (tempolopp) | DNS-6             |
| 213               | Mathieu Burgaudeau (FRA)        | DNF-6             |
| 214               | Steff Cras (BEL)                | DNS-7             |
| 215               | Valentin Ferron (FRA)           | 69.               |
| 216               | Daniel Oss (ITA)                | 87.               |
| 217               | Julien Simon (FRA)              | DNS-5             |

| Trek-Segafredo TFS | Trek-Segafredo TFS             | Trek-Segafredo TFS |
| ------------------ | ------------------------------ | ------------------ |
| #                  | Cyklist                        | Placering          |
| 221                | Giulio Ciccone (ITA)           | 5.                 |
| 222                | Dario Cataldo (ITA)            | 64.                |
| 223                | Amanuel Gebrezgabihier (ERI)   | 138.               |
| 224                | Markus Hoelgaard (NOR)         | 83.                |
| 225                | Quinn Simmons (USA)            | 72.                |
| 226                | Toms Skujiņš (LAT) (tempolopp) | 39.                |
| 227                | Edward Theuns (BEL)            | 99.                |

| Tudor Pro Cycling Team TUD | Tudor Pro Cycling Team TUD      | Tudor Pro Cycling Team TUD |
| -------------------------- | ------------------------------- | -------------------------- |
| #                          | Cyklist                         | Placering                  |
| 231                        | Sébastien Reichenbach (SUI)     | DNF-7                      |
| 232                        | Tom Bohli (SUI)                 | 130.                       |
| 233                        | Lucas Eriksson (SWE) (landsväg) | 97.                        |
| 234                        | Arthur Kluckers (LUX)           | 73.                        |
| 235                        | Simon Pellaud (SUI)             | 147.                       |
| 236                        | Roland Thalmann (SUI)           | 102.                       |
| 237                        | Yannis Voisard (SUI)            | 52.                        |

| UAE Team Emirates UAD | UAE Team Emirates UAD         | UAE Team Emirates UAD |
| --------------------- | ----------------------------- | --------------------- |
| #                     | Cyklist                       | Placering             |
| 241                   | Adam Yates (GBR)              | 11.                   |
| 242                   | George Bennett (NZL)          | 44.                   |
| 243                   | Alessandro Covi (ITA)         | DNF-6                 |
| 244                   | Davide Formolo (ITA)          | 35.                   |
| 245                   | João Almeida (POR) (landsväg) | 2.                    |
| 246                   | Brandon McNulty (USA)         | 12.                   |
| 247                   | Juan Sebastián Molano (COL)   | 124.                  |

Förklaringar
DNF = Fullföljde inte, OTL = Utanför tidsgränsen, DNS = Startade inte, DSQ = Diskvalificerad